# Takīs Taliadōros
Dīmītrios Taliadōros, detto Takīs (in greco Δημήτριος "Τάκης" Ταλιαδώρος?; Salonicco, 1925 – Atene, 25 maggio 2011), è stato un cestista greco.

## Carriera
Ha militato per tutto l'arco della carriera nel ΧΑΝΘ Salonicco, ritirandosi nel 1961. Con la maglia della Grecia ha collezionato 31 presenze e 145 punti, vincendo la medaglia di bronzo agli Europei 1949.